# Алчевський Дмитро Олексійович
Дмитро Олексійович Алчевський (1865, Харків, Російська імперія — 22 грудня 1920, Крим, Таврійська губернія, Російська імперія) — кандидат природничих наук, професор біології Харківського імператорського університету, економіст, фінансист. Представник родини Алчевських.

## Життєпис
Найстарший син Алчевського Олексія Кириловича (1835—1901), засновника Донецько-Юр'євського металургійного товариства (ДЮМО) та Христини Данилівни Алчевської (1841—1920), педагога, засновника шкіл та лікарень для робітників, віцепрезидента Міжнародної ліги освіти, автора системи навчання грамоти дорослих.
Народився 1865 року в Харкові. 1887 року закінчив фізико-математичний факультет Харківського імператорського університету, став за фахом біологом, захистив магістерську дисертацію, кандидат природничих наук. Віолончеліст-аматор, добре малював. Багато часу присвятив питанням економіки та фінансів. Допомагав батькові у фінансових питаннях, був членом Олексіївського гірничопромислового товариства, став єдиним продовжувачем справи батька. Саме з Д. О. Алчевським бухгалтерія заводу ДЮМО вела усі фінансові операції та розрахунки після загибелі Олексія Кириловича. Згодом Дмитро працював у Харківському земельному банку, який раніше очолював його батько.

## Сім'я

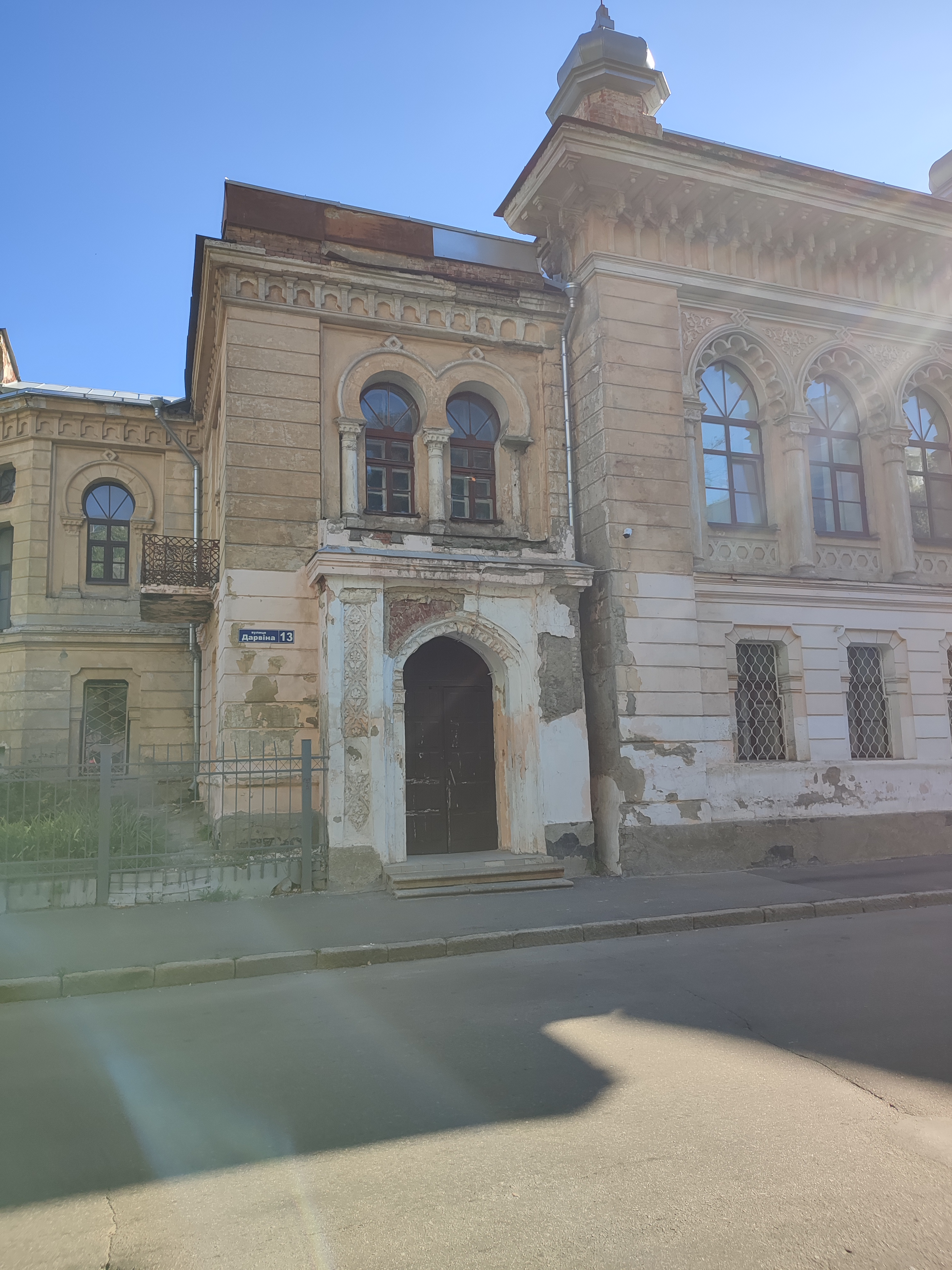
Будинок Дмитра Олексійовича Алчевського у Харкові, вулиця Дарвіна 13. Сучасний вигляд. Світлина DKMmed.

Д. О. Алчевський одружився з дочкою генерала Попова — Євгенією Олександрівною, що походила зі старовинного дворянського роду. Від шлюбу Дмитра Алчевського із Євгенією Поповою були дві доньки. Старша Віра в Понизівці познайомилася зі своїм майбутнім чоловіком, згодом відомим геологом та геохіміком, академіком Щербаковим. Д. І. Родина проживала у Харкові на вулиці Садово-Куліківській, 13 (нині вулиця Дарвіна) у власному будинку, побудованому в 1896 році за проєктом архітектора О. М. Бекетова. Будинок Д. О. Алчевського був збудований у мавританському дусі — поєднанні готики та арабського зодчества.
Після краху та смерті Алчевського О. К. будинок був проданий Товариству трудящих жінок, в ньому діяла жіноча гімназія. Харківський історик медицини Борис Рогожин пов'язує будинок Д. О. Алчевського з початком вищої медичної освіти для жінок у Харкові. Саме те, що з часом і після каскаду подій стало Жіночим медичним інститутом Харківського Медичного Товариства (1910) .

1886 року Дмитро Алчевський придбав для відпочинку ділянку землі на південному березі Криму біля Сімеїзу — село Кікінеїз (нині село Оползневе). Тут була побудована його родинна дача.

## Страта і реабілітація
У середині грудня 1920 року Д. О. Алчевський у супроводі доньки Віри виїхав з Харкова до Кікінеїзу, де з осені цього року перебували його дружина та молодша дочка. 17 листопада 1920 року, в Ялті з'явилися Червона армія та запрацювали Надзвичайні «трійки». 25 листопада 1920 року реввійськрада республіки видала наказ, щоб усі жителі, які прибули до Криму після 1918 року, терміново зареєструвалися. Алчевський також вирушив на реєстрацію до Сімферополя і не повернувся. Слід вважати, що після арешту його з іншими затриманими під конвоєм переправили до Багреївки, що під Ялтою — місця масових розстрілів. З архівної справи стосовно Дмитра Алчевського відомо, що за постановою надзвичайної трійки було засуджено до розстрілу 22 особи, другий у цьому списку — Дмитро Олексійович Алчевський. За збігом обставин, 2 тижнями раніше в цій місцевості також був розстріляний харківський фотохудожник Іваницький Олексій Михайлович, відомий своїми світлинами, в тому числі й представників родини Алчевських-Бекетових.
Після розстрілу чоловіка, Є. О. Алчевська залишилася у своєму маєтку як завідувачка «Радянського маєтку Кікінеїз», але завідувала недовго: незабаром її разом із дочкою вигнали з власного будинку, залишивши без засобів для існування. Алчевська Є. О. з дочкою Христею переїхала до Ялти й оселилася в кімнатах будинку під назвою «Сірі дрозди». Померла Алчевська Є. О. у 1933 році та похована в Ялті.
Алчевський Дмитро Олексійович посмертно реабілітований на підставі статті 1 Закону України «Про реабілітацію жертв політичних репресій в Україні» від 17 квітня 1991 року.

## Пам'ять
Починаючи з 1997 року, у Багреївці почали збиратися на поминання нащадки тих, хто тут спочиває. У грудні 2005 року тут, поряд із дерев'яним хрестом, заклали каплицю.